# Actia atra
Actia atra là một loài ruồi trong họ Tachinidae.